# Lodo
Il lodo, nel diritto italiano, indica il negozio giuridico con cui si conclude un arbitrato. Se destinato a produrre gli effetti propri della sentenza pronunciata dall'autorità giudiziaria (arbitrato rituale), si parla di lodo arbitrale; ove invece  abbia efficacia meramente negoziale (arbitrato irrituale), viene detto lodo negoziale.
L'istituto giuridico è regolato dal Libro IV, Capo IV del Codice di procedura civile. Accanto al significato formale del termine, si è affermato impropriamente, nel linguaggio politico-giornalistico, l'uso di denominare "lodo" alcune leggi.

## Storia
La parola deriva dal latino medioevale laudum che voleva designare l'approvazione del signore feudale. Laudum col significato di "giudizio scritto" è presente nel 976 in un documento nella città di Piacenza, mentre la frase Sententia laudi si trova in un documento del 1203 nella città di Volterra nel cosiddetto Lodo fra Ildebrando vescovo e Ranieri potestà di Volterra per la restituzione del castello di Pomarance.
Il termine derivato dal verbo lodare si ritrova in documenti del 1353 ad Orvieto e del 1374 nel territorio del monte Amiata, col significato di "arbitrare".
Il lodo oggi è la decisione emessa da arbitri imparziali che mettono fine a un conflitto di interessi tramite un compromesso tra le parti interessate.

## La disciplina normativa
Secondo la disciplina vigente del codice civile italiano del 1942, al termine del procedimento arbitrale, gli arbitri sono obbligati a depositare il lodo in cancelleria del tribunale nel termine perentorio di 5 giorni. Senza il deposito, il lodo è giuridicamente inesistente e non ha efficacia negoziale tra le parti, le quali non possono nemmeno avviare le azioni ordinarie previste nei casi di violazione di un contratto, limitandosi a un'azione risarcitoria nei confronti degli arbitri inadempienti e infedeli. Dopo il deposito, il pretore (figura oggi sostituita dal c.d. Giudice di Primo Grado, cfr. in seguito) firma un decreto di esecutività,  con il quale il lodo acquista efficacia esecutiva, cioè assume il valore e produce stessi gli effetti di una sentenza.
Con la legge 9 febbraio 1983 n. 28, il lodo diviene vincolante tra le parti dal momento della sua ultima sottoscrizione, e il deposito diviene facoltativo: il deposito resta condizione per il decreto pretorile di esecutività, ma il lodo vale da subito come contratto. Nelle competenze arbitrali, è inclusa la pronuncia su un conflitto di diritti soggettivi. Con la riforma del 1994, oltre alla immediata vincolatività, pure l'impugnazione per nullità è svincolata dal deposito del lodo. Appena emesso, il lodo può essere impugnato per nullità. Diviene un atto non appellabile, ma impugnabile, quindi solo in determinati casi di censura con impugnazione a critica vincolata (art. 829 c.pc.).
Il decreto legislativo 19 febbraio 1998 n. 51 ha disposto la soppressione della figura del pretore sostituendolo con il giudice di Tribunale detto anche giudice unico di primo grado, a far data dal 2 giugno 1999 per tutti i processi civili e dal 2 gennaio 2000 per tutti i processi penali, il quale decide in composizione monocratica, escluse alcune ipotesi in cui è tassativamente prevista la composizione collegiale.

## Nel linguaggio politico-giornalistico
Nel linguaggio politico-giornalistico italiano, già con il cosiddetto lodo De Gasperi  del 1946 ma soprattutto dopo il cosiddetto lodo Maccanico del 2003, si è affermata l'abitudine di utilizzare il termine lodo per denominare informalmente alcuni provvedimenti legislativi, attribuendo così al termine stesso un significato nettamente diverso da quello tradizionale del linguaggio giuridico.

## Casi famosi
- Lodo Mondadori
- Lodo De Gasperi
- Lodo Moro
- Lodo Schifani
- Lodo Alfano
- Lodo Lauricella
- Lodo Fanfani